# Blasco Francisco Collaço
Blasco Francisco Collaço, né le 16 mai 1931, est un prélat indien de l'Église catholique qui a passé sa carrière dans le service diplomatique du Saint-Siège, y compris 30 ans en tant que nonce apostolique.

## Biographie
Collaço est né à Raia (de), Goa, alors colonie portugaise en Inde, le 16 mai 1931. Il étudie au Séminaire de Rachol de 1941 à 1953. Il est ordonné prêtre le 2 mai 1954. Étudiant de 1954 à 1957 à l'Université pontificale urbanienne de Rome, il obtient un doctorat en droit canon. Il passe l'année suivante à l'Académie pontificale des sciences sociales. Pour se préparer à une carrière diplomatique, il entre à l'Académie ecclésiastique pontificale en 1959.

## Carrière diplomatique
Il entre au service diplomatique du Saint-Siège en 1961 et occupe des postes en Colombie (en), en Australie (en) (un bureau responsable de la Nouvelle-Zélande (en) et de l'Océanie), en France, en Scandinavie (en) et au Honduras (en). À partir de 1976, il travaille à la Curie romaine au Bureau des affaires publiques.
Le 23 septembre 1977, le pape Paul VI nomme nonce apostolique au Panama (en) et archevêque titulaire d'Octava (de). Il est consacré évêque le 5 novembre 1977 par le cardinal Jean-Marie Villot. Il est le premier prêtre indien et le premier prêtre goan à avoir le titre de « nonce ».
Le 26 juillet 1982, le pape Jean-Paul II le nomme nonce apostolique en République dominicaine (en). Il devient délégué apostolique à Porto Rico (en) cette année-là également.
Le 28 février 1991, le pape Jean-Paul II le nomme nonce apostolique à Madagascar (en) et à Maurice (en). Il ajoute le titre de nonce apostolique aux Seychelles (en) le 4 mai 1994. Le 13 avril 1996, le pape Jean-Paul II le nomme nonce apostolique en Bulgarie (en), où l'Église et le gouvernement sont en désaccord sur la restitution des biens de l'Église depuis l'effondrement du communisme en 1989.
Le 24 mai 2000, il nomme Collaço nonce apostolique en Afrique du Sud et en Namibie (en), et délégué apostolique au Botswana. Le 24 juin 2000, il ajoute les responsabilités de nonce apostolique au Lesotho (en) et au Swaziland (en).
Il apparaît comme un personnage dans le roman Le Cinquième Évangile d'Ian Caldwell.